# Tri-Laksana
El concepto de Tri Laksana es una de las enseñanzas fundamentales del Budismo. 
Explica cómo es la naturaleza del mundo percibido y de todos los fenómenos del mismo. Estos están sujetos a tres características: 
1. Transitoriedad o Anitya
2. Insustancialidad de un yo o Anātman
3. Sufrimiento o Duḥkha

La práctica budista considera que el factor último de liberación del individuo (samadhi) no consiste en un mero conocimiento lógico, teórico o intelectual de estas tres realidades, sino en su comprensión y aceptación emocional interna auténtica y plena, consecuente con la actitud y el comportamiento en la vida.

## Transitoriedad
El budismo afirma que tanto nuestra realidad interior como la del mundo externo, están siempre en un estado de cambio permanente. La estabilidad, sea en los átomos, en las cordilleras montañosas, o aún en nosotros mismos es una ilusión (Mara).
Según la doctrina budista, igualmente ninguno de nosotros es física, emocional ni mentalmente la misma persona que éramos hace años. Ni siquiera hace minutos o un solo instante. Todas las situaciones, todas las entidades, todos nuestros pensamientos y todos nuestros estados de ánimo nacen, ganan fuerza, se deterioran y desaparecen. Para el budismo, somos seres cambiantes en un mundo cambiante. Por eso no nos es posible encontrar seguridad permanente ni certidumbre absoluta, incluso en el más próximo futuro.

## Insustancialidad de un yo
Anatta es una palabra del pāḷi (Anātman en sánscrito) que significa insustancialidad de un yo; ausencia de alma; ausencia de ego; ausencia de un yo perdurable e independiente; carencia de existencia intrínseca.
Al no existir un alma, una esencia sustancial del individuo, la persona individual es vista como un complejo cuerpo-mente que cambia constantemente, que existe por un flujo de procesos interdependientes y que irremediablemente ─tarde o temprano─ dejará de existir. El budismo clasifica todos estos procesos en cinco grandes grupos llamados "Los Cinco agregados".

## Sufrimiento
Dukkha (dukkha en pali) puede traducirse como desilusión; insatisfacción; sufrimiento; frustración; incomodidad; sed (o mejor, la molestia causada por la sed); dolor; intranquilidad; imperfección; malestar;  fricción; pesar; irritación; presión; ir contra corriente; agonía; vacío; tensión; angustia (existencial)...
Dukkha es una palabra pāḷi (lengua muerta india) que proviene del sánscrito duḥkha y se trata de un término de difícil traducción. No existe un término equivalente exacto en las lenguas europeas ya que Duḥkha tiene un significado muy amplio y abierto en el idioma original, que engloba diversos significados. En español contamos con la palabra ducas, en plural, que es préstamo del caló, que se refiere a las penas y que deriva directamente de las lenguas de la India.
En ambos idiomas quiere decir, a grandes rasgos, molestia, sufrimiento, dolor o ansiedad y afines. Está íntimamente relacionado con las nociones de transitoriedad e insatisfacción.
Las cuatro nobles verdades del budismo se expresan de acuerdo a este término: 
- el dukkha existe;
- el dukkha tiene una causa;
- el dukkha se puede eliminar;
- el dukkha tiene un camino a su eliminación: el Noble camino óctuple.